# Antonio Ricciardello
Antonio Ricciardello (ur. 27 lipca 1986 w Mesynie) – włoski siatkarz występujący obecnie w Serie A, w drużynie Prisma Taranto. Gra na pozycji przyjmującego. Mierzy 188 cm.

## Kariera
- 2004–2005  Brolo
- 2005-  Prisma Taranto